# João José de Magalhães
João José de Magalhães, primeiro e único Barão de Ouro Branco (Minas Gerais, ? – Ouro Preto, 1 de junho de 1888), foi um militar brasileiro, tendo sido coronel da Guarda Nacional.